# Martin Gerwers
Martin Gerwers (* 4. Juli 1963 in Velen) ist ein deutscher Künstler. Er lebt in Düsseldorf.

## Studium
Gerwers studierte zwischen 1984 und 1989 Visuelle Kommunikation an der FH Aachen und von 1989 bis 1992 an der Kunstakademie Düsseldorf. Er ist Meisterschüler bei Jan Dibbets.

## Werk
In seiner gegenstandsfreien Malerei und mit seinen Fotoarbeiten untersucht Gerwers Fragen der Wahrnehmung und Vergewisserung des Betrachters im Raum, weiterhin, in den Gemälden, des Zueinanders von Farbflächen und zeichnerisch linearer Gliederungen. Nach experimentell offenen, teils auch organisch anmutenden malerischen Formulierungen ab Ende der 1980er Jahre liegt bis Mitte der 1990er Jahre ein Raster verschiedenfarbiger Linien über einem monochromen hellfarbigen Grund. In anderen, später einsetzenden Werkgruppen, ziehen sich die Linien an den Bildrand als schmale Streifen zurück. Vor allem seit Mitte der 1990er Jahre werden konstant größere monochrome Flächen verwendet, die von einzelnen vertikalen Farbstreifen unterteilt oder abgeschlossen werden, weiterhin partiell am unteren oder oberen Bildrand Horizontalen, mit denen sich die Vertikalen schneiden. Infolge von Abklebungen oder durch das Abschleifen der Farblinien entsteht der Eindruck von Schattenfugen. Die Malereien wirken als organisch stoffliches Gegenüber.
Seit Ende der 1980er Jahre entstehen daneben die „Fotosandwiches“, bei denen aus meist eigenen Fotografien von Museumsräumen und des Ateliers und anderem die Kunstobjekte herausgeschnitten sind und Leerstellen oder eine spiegelnde Verschachtelung des Raumes evoziert werden.

## Auszeichnungen
- 1993: Förderkoje Art Cologne
- 1995: Förderpreis des Landes Nordrhein-Westfalen für junge Künstlerinnen und Künstler
- 1996: Förderpreis des Kulturkreises der deutschen Wirtschaft im BDI
- 2001: Stipendium der Stiftung Kunstfonds Bonn

## Ausstellungen (Auswahl)

### Einzelausstellungen
- 1989 Galerie Anna Blume, Aachen;
- 1993/1994/1997 Galerie Konrad Fischer, Köln
- 19967199 Galerie Tschudi, Glarus
- 1999/2003 Galerie Slewe, Amsterdam
- 2002 Guardini-Stiftung, Berlin
- 2004 Design Planets Maebashi, Japan
- 2004 Gastatelier Van de nieuwe Dingen, Tilburg, Holland
- 2005 Galerie Tschudi, Zuoz-CH
- 2007 Concept Space Shibukawa, Japan
- 2008 Galerie Slewe, Amsterdam
- 2009 Galerie De Rijk, Den Haag
- 2010 Centraltrak, UT Dallas, TX
- 2012 Galerie Slewe, Amsterdam
- 2013 Gemeentemuseum Dem Haag
- 2015 Motion, Leopold-Hoesch-Museum, Düren
- 2021 Galerie Philipp von Rosen, Köln
- 2023: Martin Gerwers. Pylon, Kunststation St. Peter, Köln

### Gruppenausstellungen
- 1988 „Die anderen Zehn“, Neuer Aachener Kunstverein
- 1991 Neuer Aachener Kunstverein
- 1996/1997 Krefelder Kunstmuseum, Ulmer Museum
- 1997 Farbe, Malerei der 90er Jahre, Kunstmuseum Bonn
- 1999 „Walls – Wände“, Konrad Fischer Galerie, Düsseldorf
- 1999 „Primary Structures“, Galerie für Zeitgenössische Kunst, Leipzig
- 2002 „Minimalism and After“ Daimler Chrysler Contemporary, Berlin
- 2003 Stedelijk Museum Amsterdam, collection of the museum
- 2003 The Daimler Chrysler Collection, ZKM Karlsruhe
- 2003/2004 The Daimler Chrysler Collection, „On the Edge“, The Detroit Institute of Arts
- 2008 Galerie für Zeitgenössische Kunst, Leipzig
- 2009 Sammlung Lafrenz, Museum Wiesbaden
- 2011 Große Kunstausstellung NRW, Museum Kunstpalast, Düsseldorf (auch 2012)[1]
- 2012 Concept Space, Shibukawa, Japan
- 2012 Kunsthalle Karlsruhe